# Glossodoris cincta
Glossodoris cincta is een zeenaaktslak die behoort tot de familie van de Chromodorididae. 

## Kenmerken
De slak heeft een bruine kleur met een dunne 3-kleurige lijn op de rand van de mantel (geel - zwart - lichtblauw). De kieuwen en de rinoforen zijn oker gekleurd. Ze wordt, als ze volwassen is, zo'n 2 tot 5 cm lang. 

## Leefwijze
Ze voeden zich voornamelijk met sponzen.

## Verspreiding en leefgebied
Deze slak leeft in het westen van de Grote Oceaan, voornamelijk in de buurt van Indonesië.